# Нероберзький фунікулер
50°05′40.79″ пн. ш. 08°13′31.76″ сх. д. / 50.0946639° пн. ш. 8.2254889° сх. д.
Нероберзький фунікулер (нім. Nerobergbahn) — фунікулер, що сполучає райони Вісбадена Неротал і Нероберг. Відкритий в 1888 році.
У 1939 році планувалося переобладнати на електричну тягу, але початок Другої світової війни завадив цьому. У 1944 році був пошкоджений і припинив роботу. У 1948 році відремонтований і знову запущений. У 1988 році було оголошено пам'яткою землі Гессен.
Технічні характеристики:
- Довжина: 438 метрів
- Висота: 80 метрів
- Максимальний ухил: 26 %
- Кількість кабін: 2
- Місткість кабіни: 50 пасажирів
- Конфігурація: Одна колія з роз'їздом
- Максимальна швидкість: 2 метри на секунду
- Ширина колії: 1000 мм
- Привід: водяний баласт

## Галерея

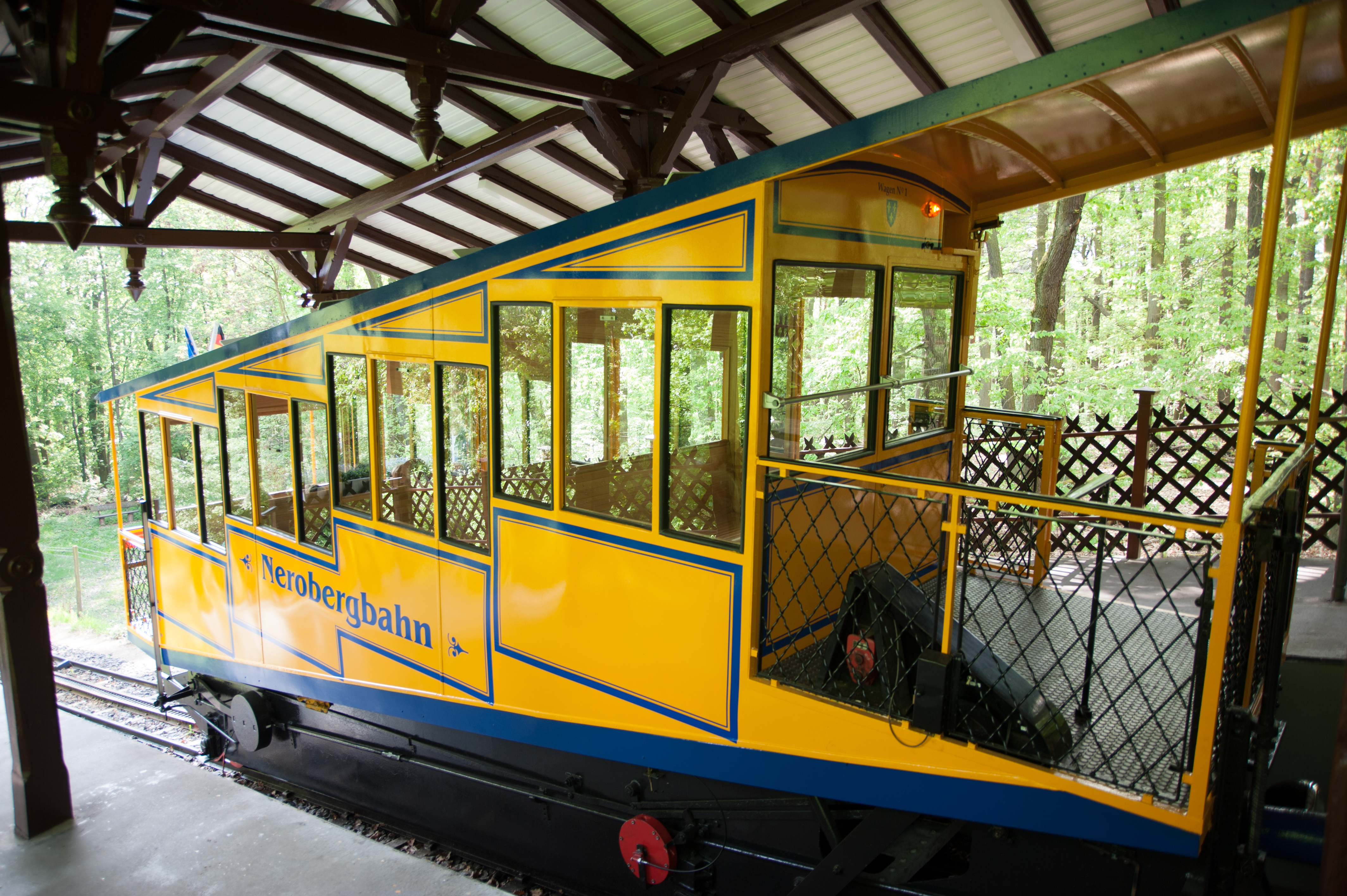
Верхня станція у 2010 році
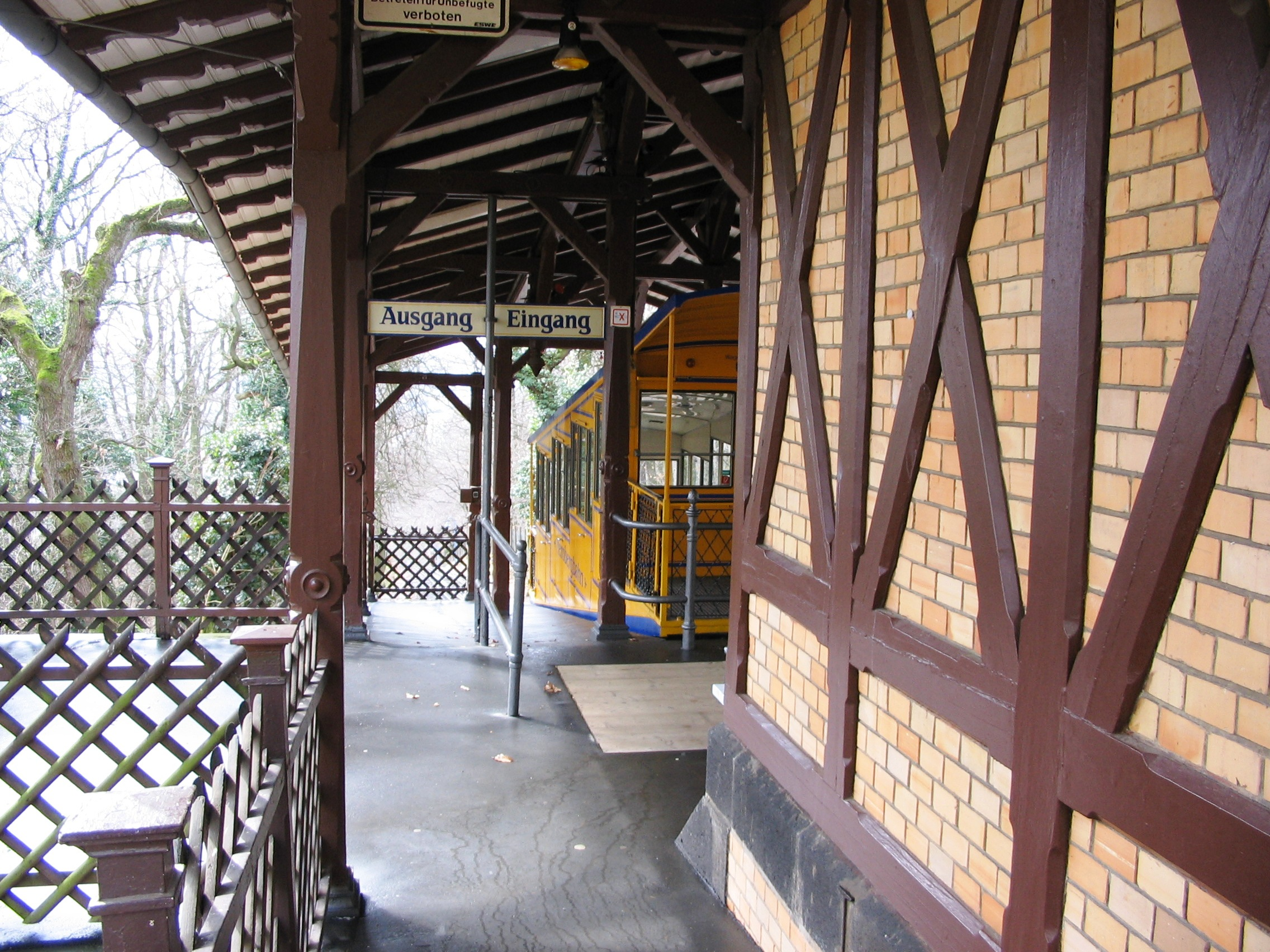
Верхня станція у 2008 році